# 沈阳地铁1号线
沈阳地铁1号线是指沈阳市的地铁系统中的第1号线路，为沈阳地铁开通的第一条线路，于2010年9月27日开通试运营。

## 概要

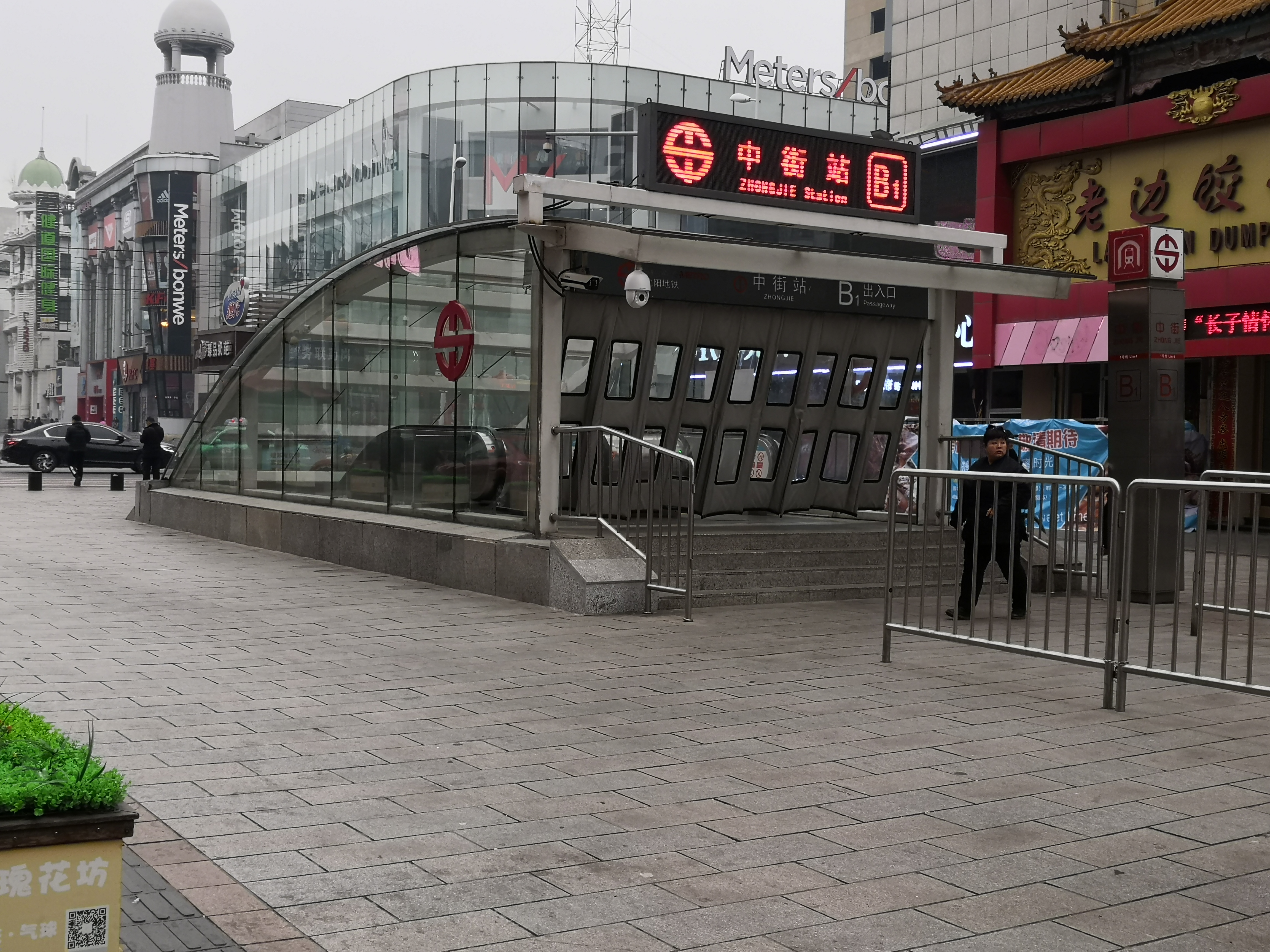
主线段部分出入口在开通时未修建罩棚，该部分车站加装后的罩棚格式与其余出入口不同

沈阳地铁1号线西至铁西区十三号街站，途经铁西区、于洪区、和平区、沈河区，大东区及浑南区，以浑南区双马站为终点，线路呈东西走向，全長43.8公里，共有車站32座，全部為地下車站。十三号街站附近设十三号街车辆段一座及张士控制中心，东延线设置满堂停车场一座。
该线路设置“十三号街-双马”及“十三号街-东大营街”大小交路套跑模式，均为全日开行，大小交路列车开行比例为1:1。

### 线路数据
- 路线长度：43.8km
- 轨距：1435mm
- 站数：32站
- 列车编组：60列6节编组（3动3拖B型列车）
- 最高速度：80km/h
- 地面区间：入库线 （十三号街站后折返线—十三号街车辆段，双马站站后折返线—满堂停车场）
- 地下区间：十三号街站站后折返线—双马站站后折返线

## 车站
一号线共设32个车站，均为地下车站。
| 区段                             | 车站名称      | 站间距(km)    | 里程（km）    | 换乘路线      | 所在地        | 啟用時間      | 车站形式      |
| 沈阳地铁1号线                    | 沈阳地铁1号线 | 沈阳地铁1号线 | 沈阳地铁1号线 | 沈阳地铁1号线 | 沈阳地铁1号线 | 沈阳地铁1号线 | 沈阳地铁1号线 |
| -------------------------------- | ------------- | ------------- | ------------- | ------------- | ------------- | ------------- | ------------- |
| 首通段                           | 十三号街      | 0.0           | 0.0           | 不适用        | 鐵西区        | 2010年9月27日 | 地下侧式站台  |
| 首通段                           | 中央大街      | 1.014         | 1.014         | 不适用        | 鐵西区        | 2010年9月27日 | 地下侧式站台  |
| 首通段                           | 七号街        | 1.380         | 2.394         | 不适用        | 鐵西区        | 2010年9月27日 | 地下侧式站台  |
| 首通段                           | 四号街        | 1.510         | 3.904         | 不适用        | 鐵西区        | 2010年9月27日 | 地下侧式站台  |
| 首通段                           | 张士          | 1.599         | 5.503         | 不适用        | 鐵西区        | 2010年9月27日 | 地下島式站台  |
| 首通段                           | 开发大道      | 1.388         | 6.891         | 不适用        | 于洪区        | 2010年9月27日 | 地下島式站台  |
| 首通段                           | 于洪广场      | 1.471         | 8.362         | 不适用        | 于洪区        | 2010年9月27日 | 地下島式站台  |
| 首通段                           | 迎賓路        | 1.065         | 9.427         | 不适用        | 于洪区        | 2010年9月27日 | 地下島式站台  |
| 首通段                           | 重工街        | 1.900         | 11.327        | 不适用        | 鐵西区        | 2010年9月27日 | 地下島式站台  |
| 首通段                           | 启工街        | 0.954         | 12.281        | 不适用        | 鐵西区        | 2010年9月27日 | 地下島式站台  |
| 首通段                           | 保工街        | 1.135         | 13.416        | 不适用        | 鐵西区        | 2010年9月27日 | 地下島式站台  |
| 首通段                           | 铁西广场      | 1.395         | 14.811        | █ 9号线       | 鐵西区        | 2010年9月27日 | 地下島式站台  |
| 首通段                           | 云峰北街      | 1.042         | 15.853        | 不适用        | 鐵西区        | 2010年9月27日 | 地下島式站台  |
| 首通段                           | 沈阳站        | 1.539         | 17.392        | 沈阳站        | 和平区        | 2010年9月27日 | 地下島式站台  |
| 首通段                           | 太原街        | 0.978         | 18.370        | █ 4号线       | 和平区        | 2010年9月27日 | 地下島式站台  |
| 首通段                           | 南市场        | 1.189         | 19.559        | 不适用        | 和平区        | 2010年9月27日 | 地下島式站台  |
| 首通段                           | 青年大街      | 1.116         | 20.675        | █ 2号线       | 沈河区        | 2010年9月27日 | 地下島式站台  |
| 首通段                           | 怀远门        | 1.329         | 22.004        | 不适用        | 沈河区        | 2010年9月27日 | 地下島式站台  |
| 首通段                           | 中街          | 1.339         | 23.343        | █ 6号线       | 沈河区        | 2010年9月27日 | 地下島式站台  |
| 首通段                           | 东中街        | 0.800         | 24.143        | 不适用        | 大東区        | 2010年9月27日 | 地下島式站台  |
| 首通段                           | 滂江街        | 1.677         | 25.820        | █ 10号线      | 大東区        | 2010年9月27日 | 地下島式站台  |
| 首通段                           | 黎明广场      | 1.327         | 27.147        | 不适用        | 大東区        | 2010年9月27日 | 地下侧式站台  |
| 东延线                           | 新惠街        | 1.456         | 28.603        | 不适用        | 沈河区        | 2025年6月30日 | 地下岛式站台  |
| 东延线                           | 新宁街        | 1.235         | 29.838        | 不适用        | 沈河区        | 2025年6月30日 | 地下岛式站台  |
| 东延线                           | 东大营街      | 1.614         | 31.452        | 不适用        | 沈河区        | 2025年6月30日 | 地下岛式站台  |
| 东延线                           | 农业大学      | 1.289         | 32.741        | 不适用        | 沈河区        | 2025年6月30日 | 地下岛式站台  |
| 东延线                           | 前陵          | 1.336         | 34.077        | 不适用        | 浑南区        | 2025年6月30日 | 地下岛式站台  |
| 东延线                           | 东陵公园      | 1.234         | 35.311        | 不适用        | 浑南区        | 2025年6月30日 | 地下岛式站台  |
| 东延线                           | 水泉          | 2.885         | 38.196        | 不适用        | 浑南区        | 2025年6月30日 | 地下岛式站台  |
| 东延线                           | 伯官北大街    | 1.913         | 40.109        | 不适用        | 浑南区        | 2025年6月30日 | 地下岛式站台  |
| 东延线                           | 植物园        | 1.172         | 41.281        | 不适用        | 浑南区        | 2025年6月30日 | 地下岛式站台  |
| 东延线                           | 双马          | 1.786         | 43.067        | 不适用        | 浑南区        | 2025年6月30日 | 地下岛式站台  |
| 註釋                             |               |               |               |               |               |               |               |
| - 斜体标注的路线及换乘尚未启用。 |               |               |               |               |               |               |               |
| 本模板： 讨论 编辑               |               |               |               |               |               |               |               |

### 换乘站

#### 已投入使用
- 青年大街站：换乘2号线。本线建设时已做出预留，为十字交叉型节点换乘，本线月台层位于2号线月台下方，1号线换乘2号线通过月台层楼梯上楼换乘，2号线换乘1号线使用站厅通道换乘。

- 铁西广场站：换乘9号线。本线建设时未做出预留，9号线换乘1号线使用站厅通道换乘，1号线换乘9号线通过月台层楼梯下楼进行垂直换乘。

- 滂江街站：换乘10号线。本线建设时有部分预留，为站厅长通道换乘。

- 太原街站：换乘4号线。本线建设时未做出预留，为站厅长通道换乘。

#### 将会成为换乘站的车站
- 中街站：换乘6号线。建设时未做出预留结构，为站厅长通道换乘。

## 使用车辆

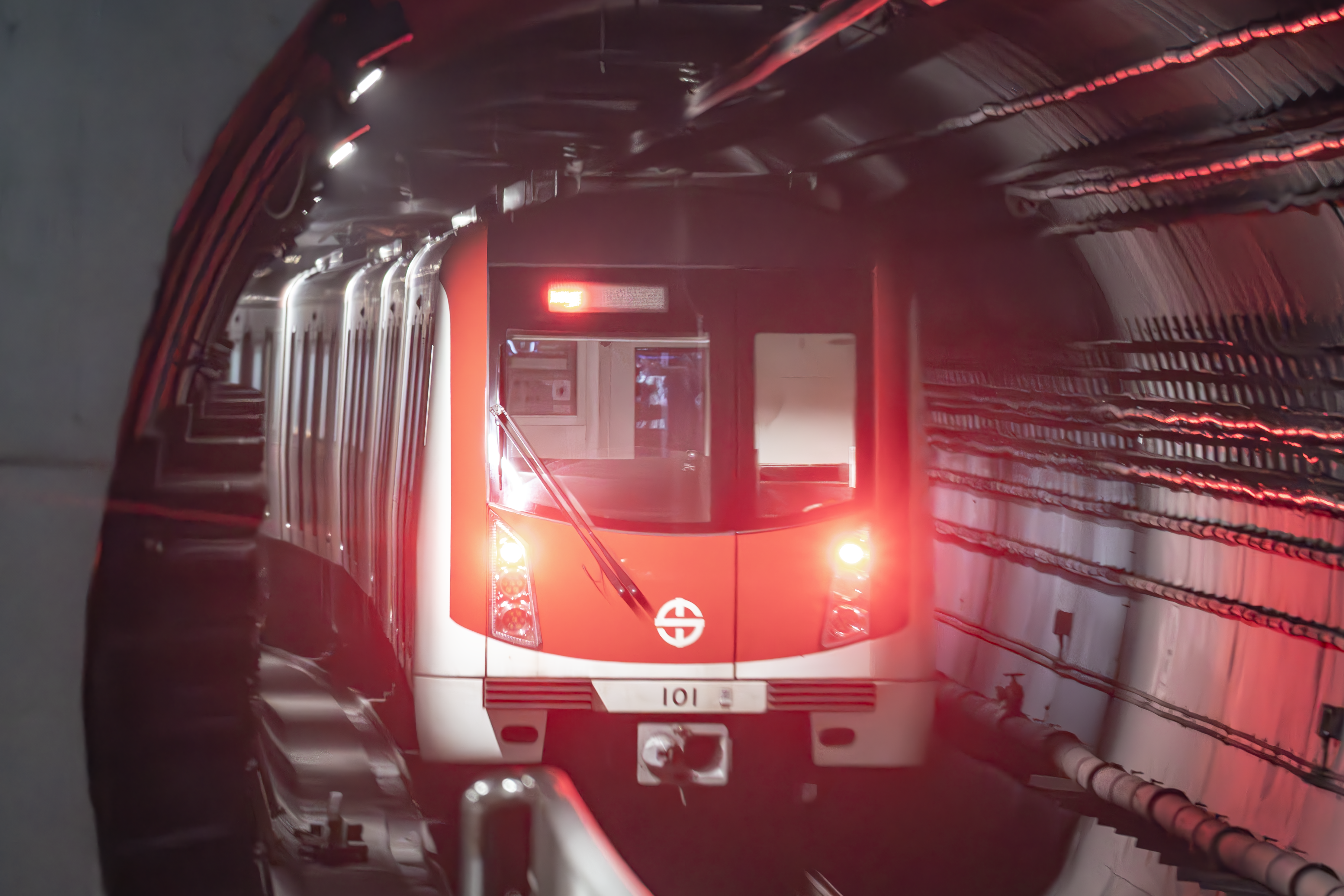
0101号北车长客列车
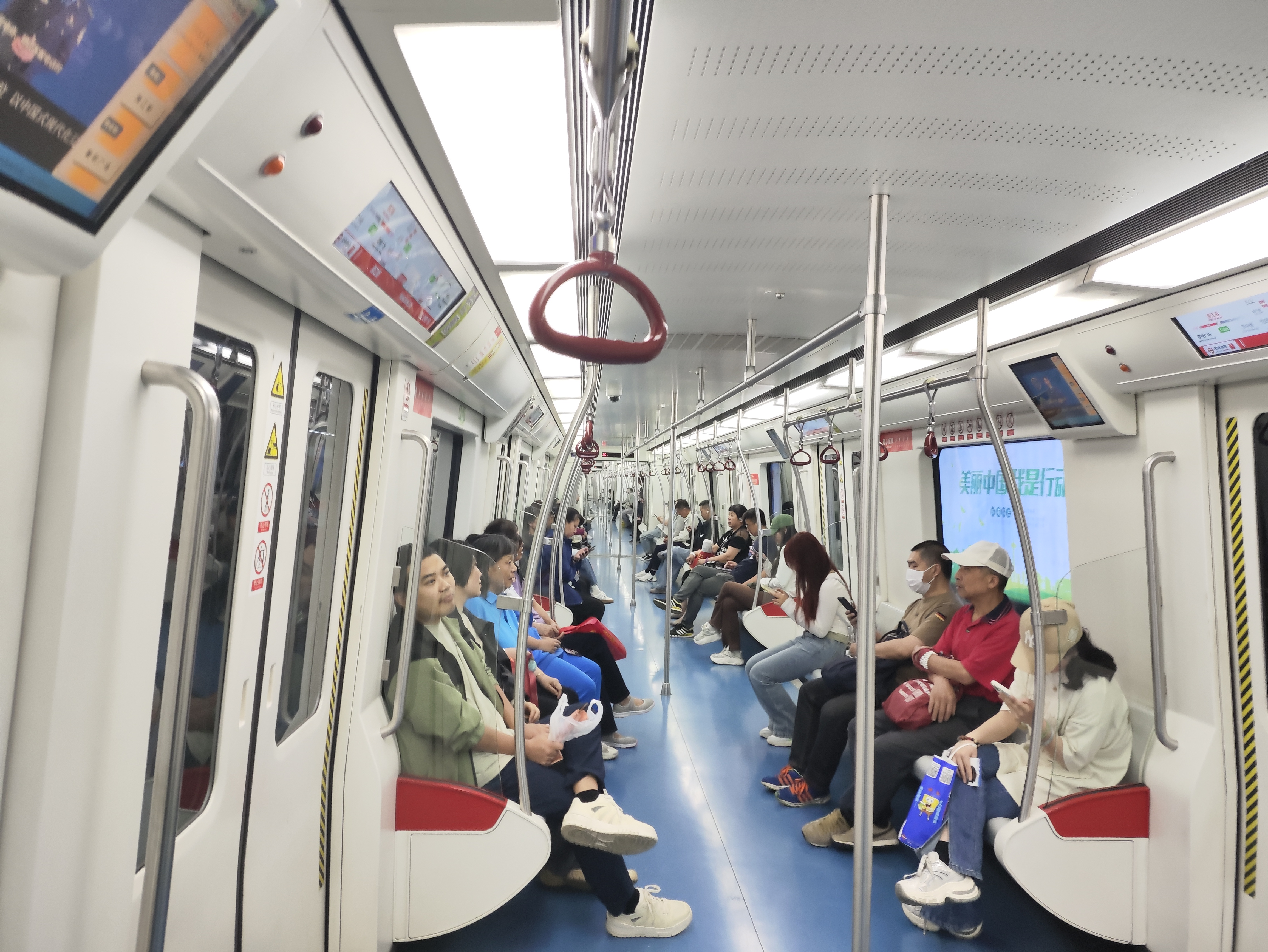
北车长客列车内饰，首批北车大连列车内饰与此相同
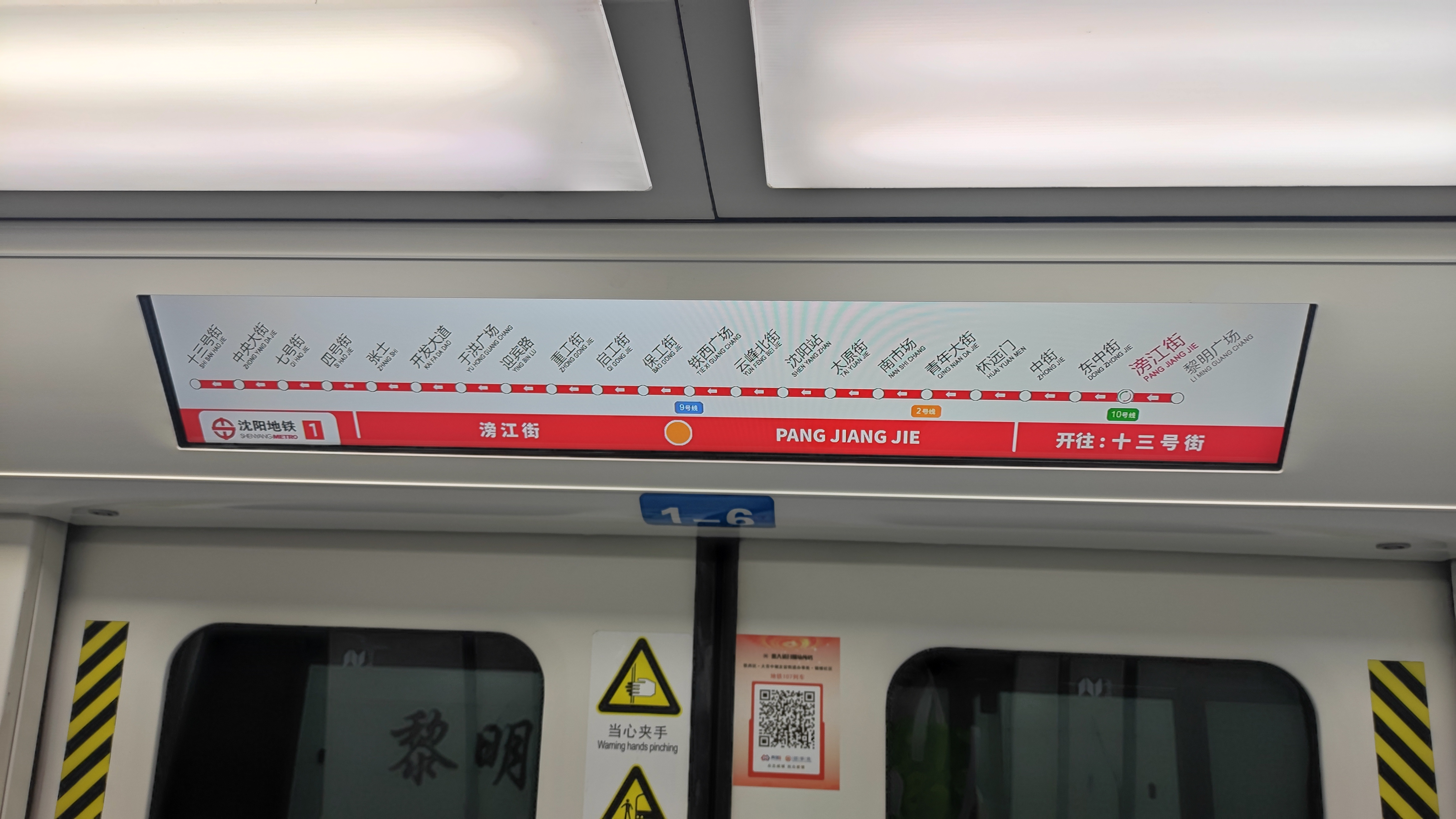
0107号列车大修后加装的LCD电子路线图
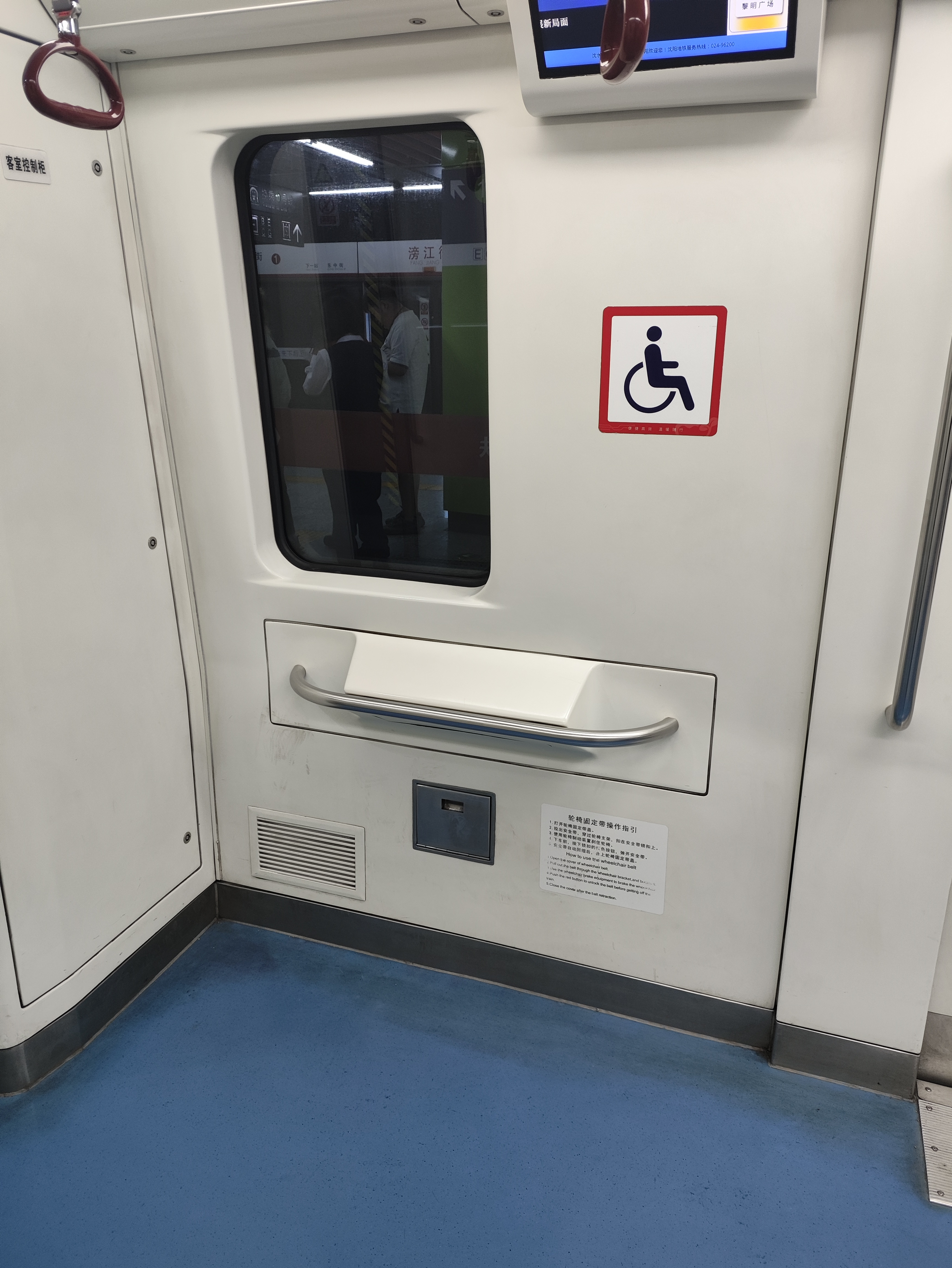
北车长客列车轮椅固定坐席
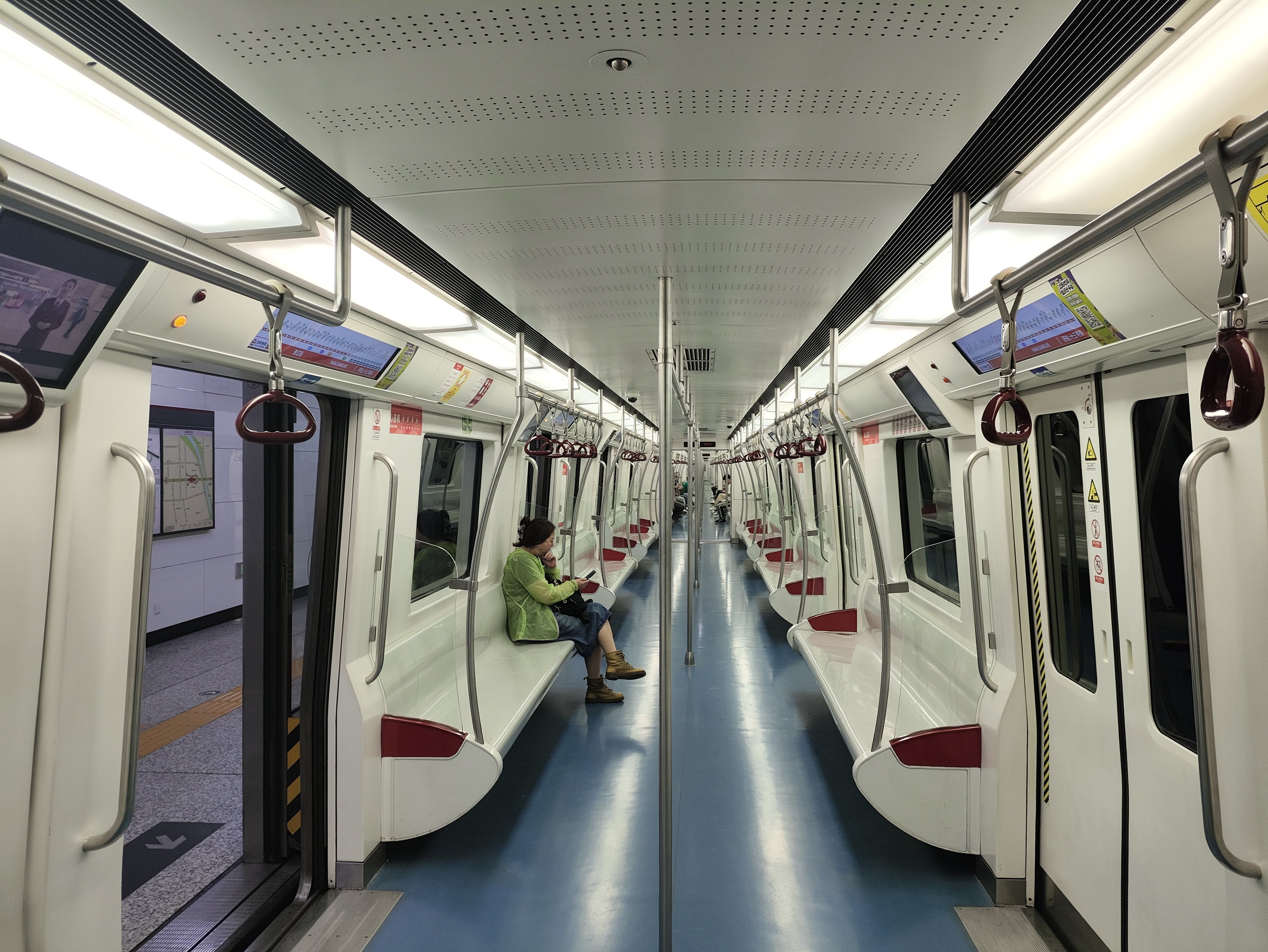
首批增购批次北车大连列车内饰，除车卡连接处走字屏及空调口等细节不同外，各项配置均与首批列车接近
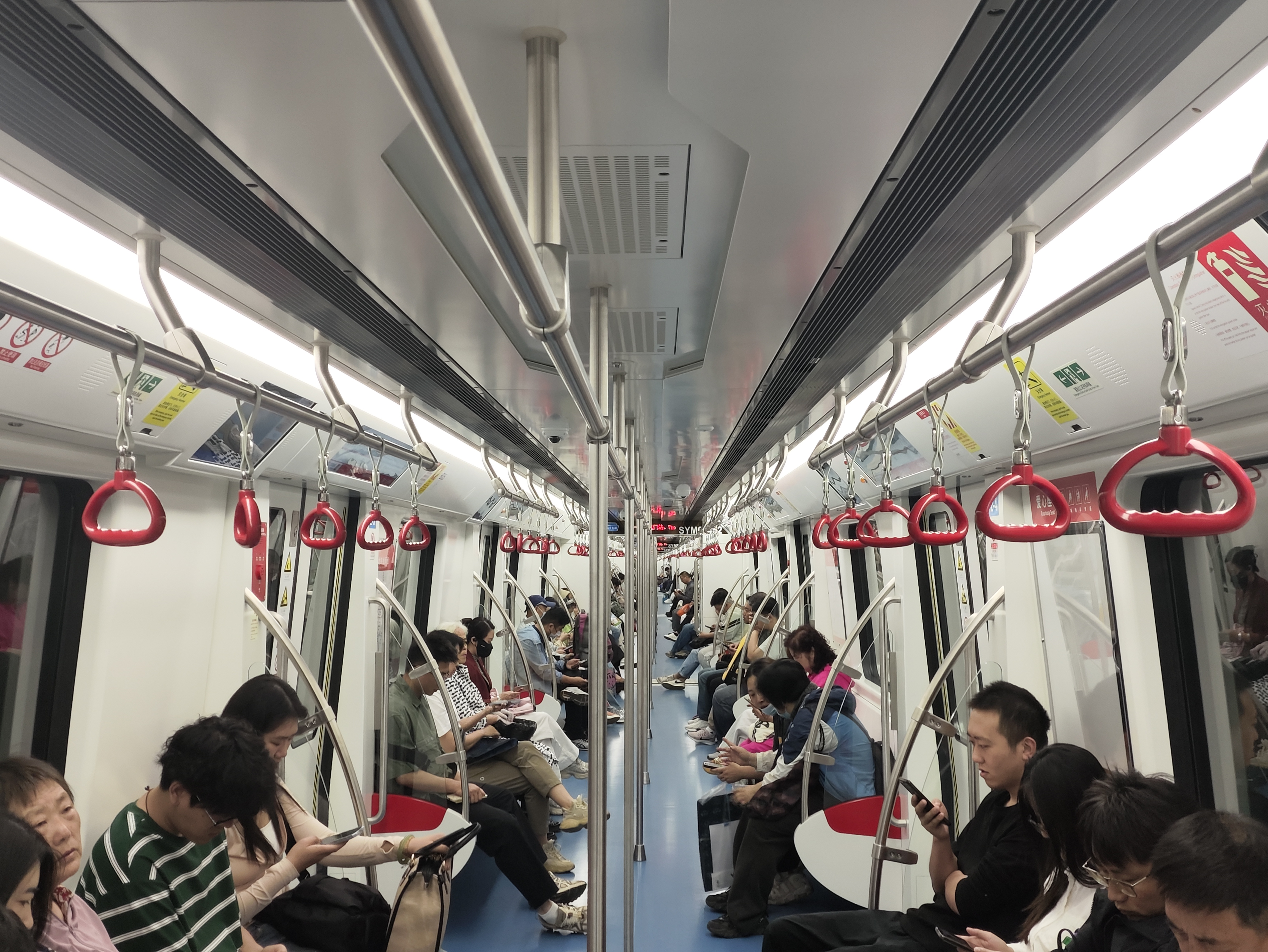
东延线增购批次中车大连列车内饰，设计风格与2号线南延线等列车近似，设置有车顶氛围灯
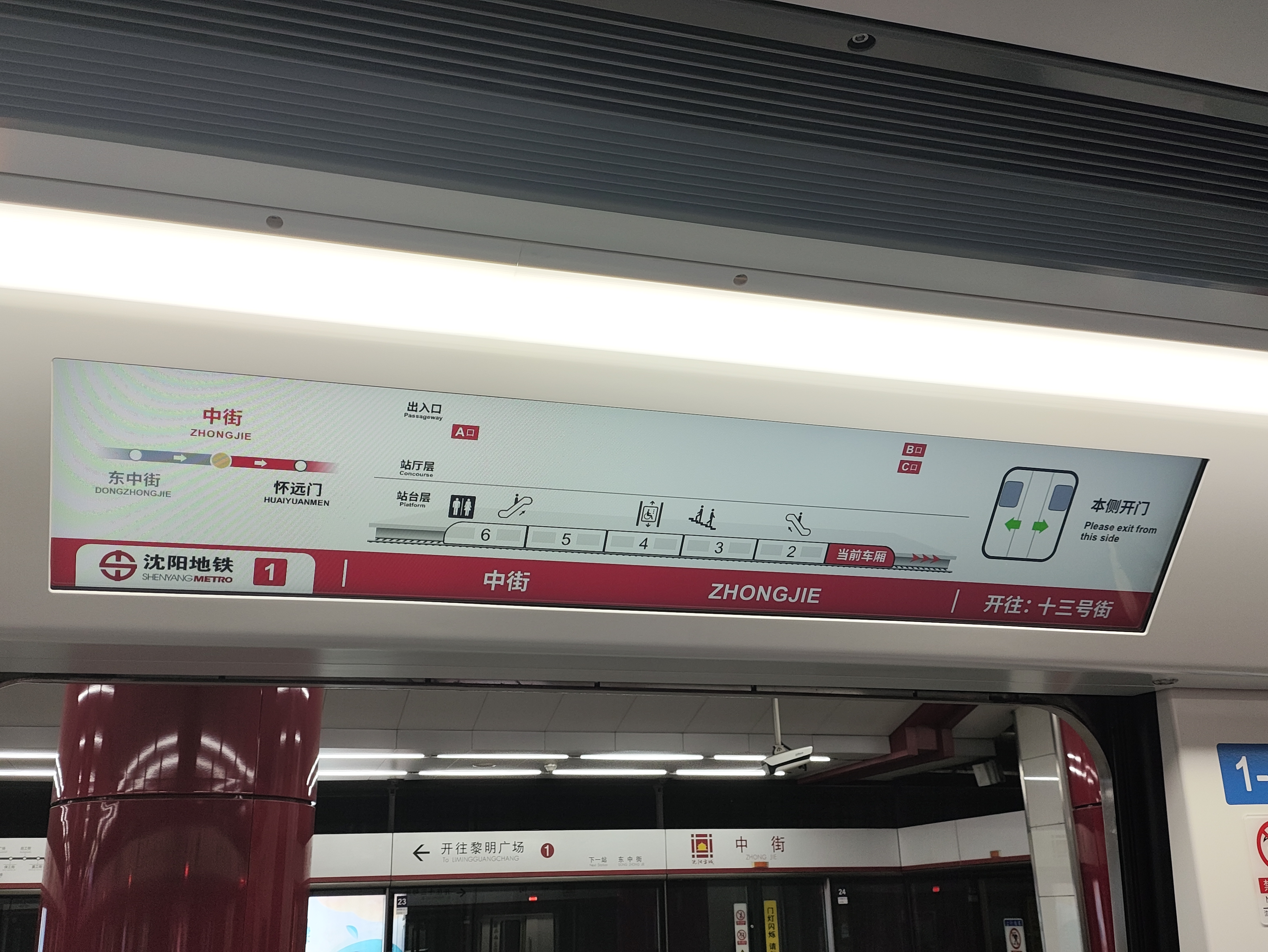
东延线增购批次中车大连列车电子路线图，在原有列车基础上对尺寸进行加大
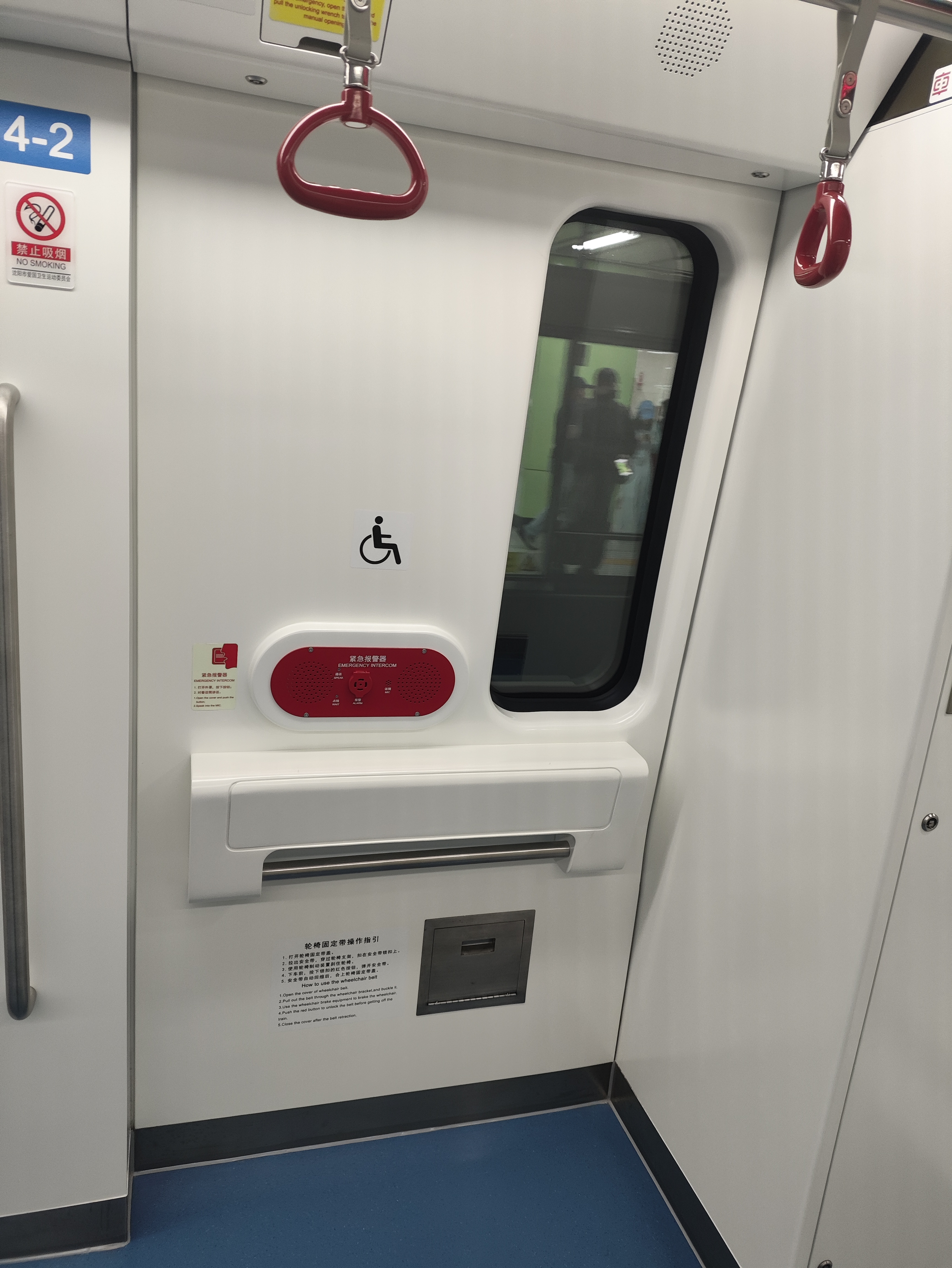
东延线增购批次中车大连列车的轮椅固定坐席，安装有方便行动不便旅客操作的紧急报警装置（除第1卡及第6卡外，每一车卡设置2组）
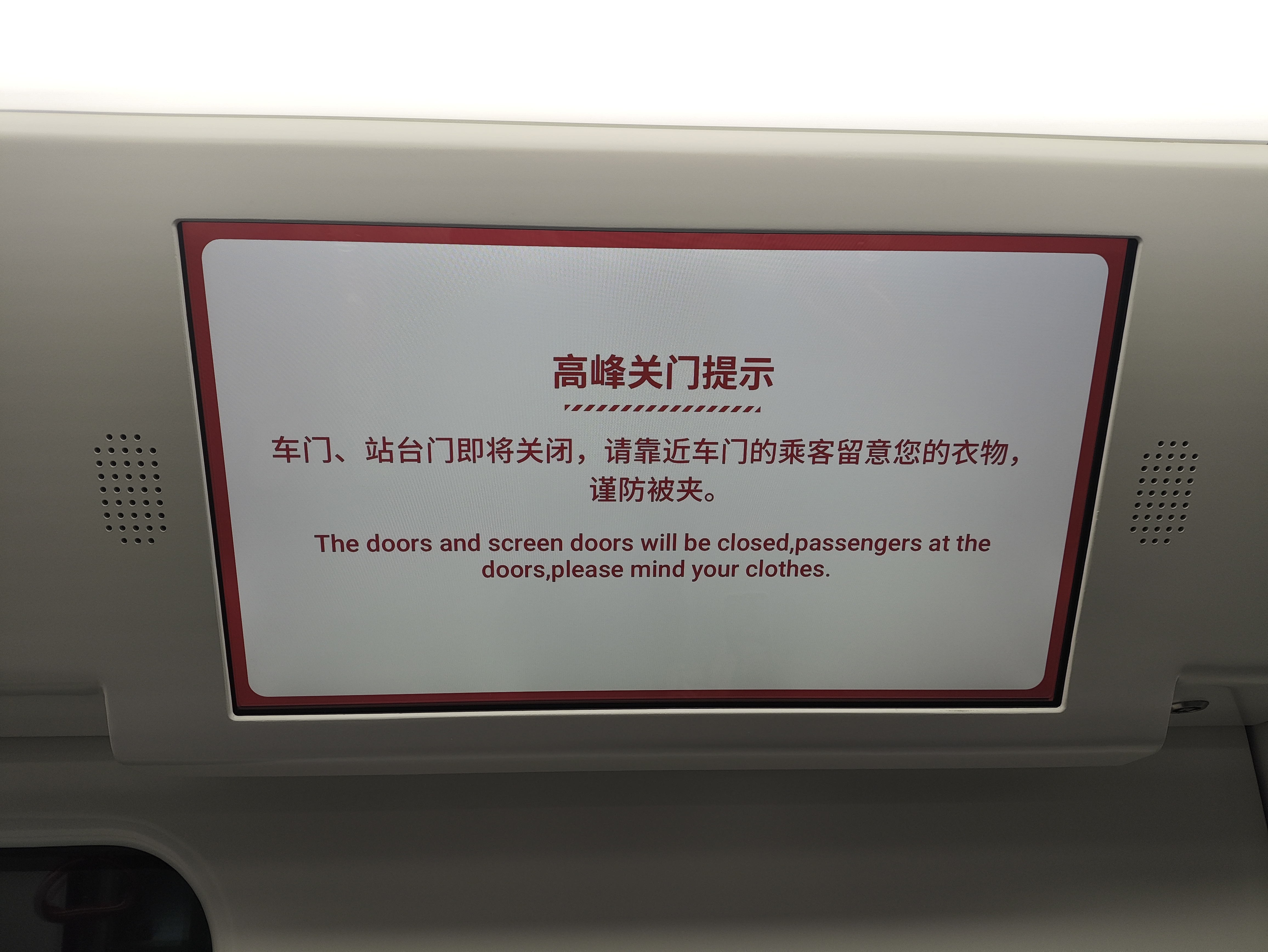
东延线增购批次中车大连列车的高峰关门提示

1号线的列车由中国北车长春轨道客车股份有限公司和中国北车集团大连机车车辆有限公司共同制造，其中北车长客制造17列（0101-0117），大连机车制造43列（开通时购置列车0118-0123、第一批增购列车0124-0133及东延线增购列车0134-0160），列车均为6节编组B2级列车，编组方式为Tc-Mp-M-T-Mp-Tc，动拖比为3M3T。
三批购置的列车在外形上大致相同，仅在一些细节设计上略有不同（如车内滚动屏幕，乘客信息系统等），且使用的牵引控制系统也不同（0101-0123列车最初使用三菱电机原设计牵引系统，增购批次0124-0133使用与2号线南车四方列车近似的南车时代电气制牵引系统，东延线列车则使用与2号线南延线列车近似的中车时代电气制牵引系统）。但0101-0123号列车的牵引系统计划于2025-2027年进行国产化改造，该改造项目也已由株洲中车时代电气中标。
0124-0133列车在出厂时即装设了细水雾灭火装置（由沈阳二一三电气制造），是中国第一款加装类似装置的地铁列车。
2019-2021年，0101-0123号列车陆续进行大修工程，大修后的列车对内饰进行了重新清洁，将车内电视系统显示方式更改为九号线同款界面，同时加装细水雾灭火装置。
2022年9月起，0101-0123号列车开始将原有的闪灯路线图更换为LCD电子路线图。该线路图显示格式与此前完成加装系统的2号线南车四方列车及10号线列车相同，最初到站时不突出显示到达车站的站名信息，首两列加装电子路线图的列车为0107号及0114号列车（均为北车长客列车），随后第一批增购列车也于2023年完成闪灯图更换LCD电子路线图的工程。此后，电子线路图随全线网进行调整，能够在列车到站时显示当前所在车厢编号及到达车站的结构信息。
第二批增购列车共27列（0134-0160），为1号线东延线购置列车，于2022年10月开始招标，同年12月确认由中车大连中标。该批列车内部设施相比旧款列车有所改动，与此前购入的2号线南延线、3号线及4号线列车接近，设置有车顶氛围灯、LCD电子路线图、供行动不便乘客使用的报警设备等设施，而电子线路图、车厢内电视等设备均在原有列车基础上进行放大。该批列车于2023年起陆续进行生产，首列车于2024年3月下线并在厂区进行测试，随后陆续运往沈阳，初期在九号线曹仲车辆段停放，后转往一号线东延线满堂停车场停放及在1号线东延线各站进行运营测试，于2025年6月4日起陆续投入1号线首通段载客运营。
| 車卡编號 | 01XX1                  | 01XX2                  | 01XX3      | 01XX4                  | 01XX5                  | 01XX6                  |
| 動力配置 | 带司机室的拖车 （Tc1） | 带集電弓的动车 （Mp1） | 动车 （M） | 不带司机室的拖车 （T） | 带集電弓的动车 （Mp2） | 带司机室的拖车 （Tc2） |

## 未来发展
抚顺市交通运输局编制的《抚顺市“十四五”交通运输发展规划》中提到，结合沈阳地铁1号线二期工程的终点世博园站（实际为双马站），向东延伸至高湾、顺城、东洲境内，终点为水库坝前。全线长约43公里（抚顺境内段约33公里），估算总投资约300亿元，计划2035年前实施。